# Xinjiangovenator
Xinjiangovenator là một chi khủng long, được Rauhut & Xu X. mô tả khoa học năm 2005.